# Jean-François Charpentier de Cossigny
Jean-François Charpentier de Cossigny (Marselha, 10 de janeiro de 1690 – Lorient, 26 de junho de 1780) foi um militar e engenheiro francês. Ativo nas Ilhas Mascarenhas e na Índia, ele também foi correspondente da Académie des Sciences. Ele é o pai de Joseph-François Charpentier de Cossigny, que também foi correspondente.